# 新古毛站
新古毛站是一座位於馬來西亞雪蘭莪州新古毛北側，以其命名的火車站。該站提供電動火車 （KTM Komuter）和马来亚铁道电动列车（KTM ETS）服務。該站於1894年10月6日啟用，取代了位於西北方向約2.5公里處的古毛路火車站（Kuala Kubu Road railway station）。
這是雪蘭莪州萬撓–丹絨馬林接駁服務（原萬撓–新古毛接駁服務）的第四站，直至2016年開通直達巴生港口的列車服務。
該站與接駁線路沿線的所有其他車站（除丹絨馬林站外）一樣，沿兩條鐵路線設有兩個站台，與大多數電動火車通勤線車站一樣，但其設施通常為三條或三條以上線路的中大型車站所保留。除了售票設施和基本便利設施外，該站還設有行政人員專用空間、一個「自助服務終端」和一座供行人穿越鐵路線的附加人行天橋（與專供通勤者使用的人行天橋相連）。該站還為殘障乘客提供低科技支援。車站出口向東北方向延伸至一條支路，該支路向東通往新古毛鎮中心。
新古毛站的兩個側式月台分別為 1 號月台（位於東側，供南行列車使用）和 2 號月台（位於西側，供北行列車使用）。

## 延申
- Kuala Kubu Bharu KTM Railway Station 的存檔，存档日期2016-03-04.